# Katarinabacken 1

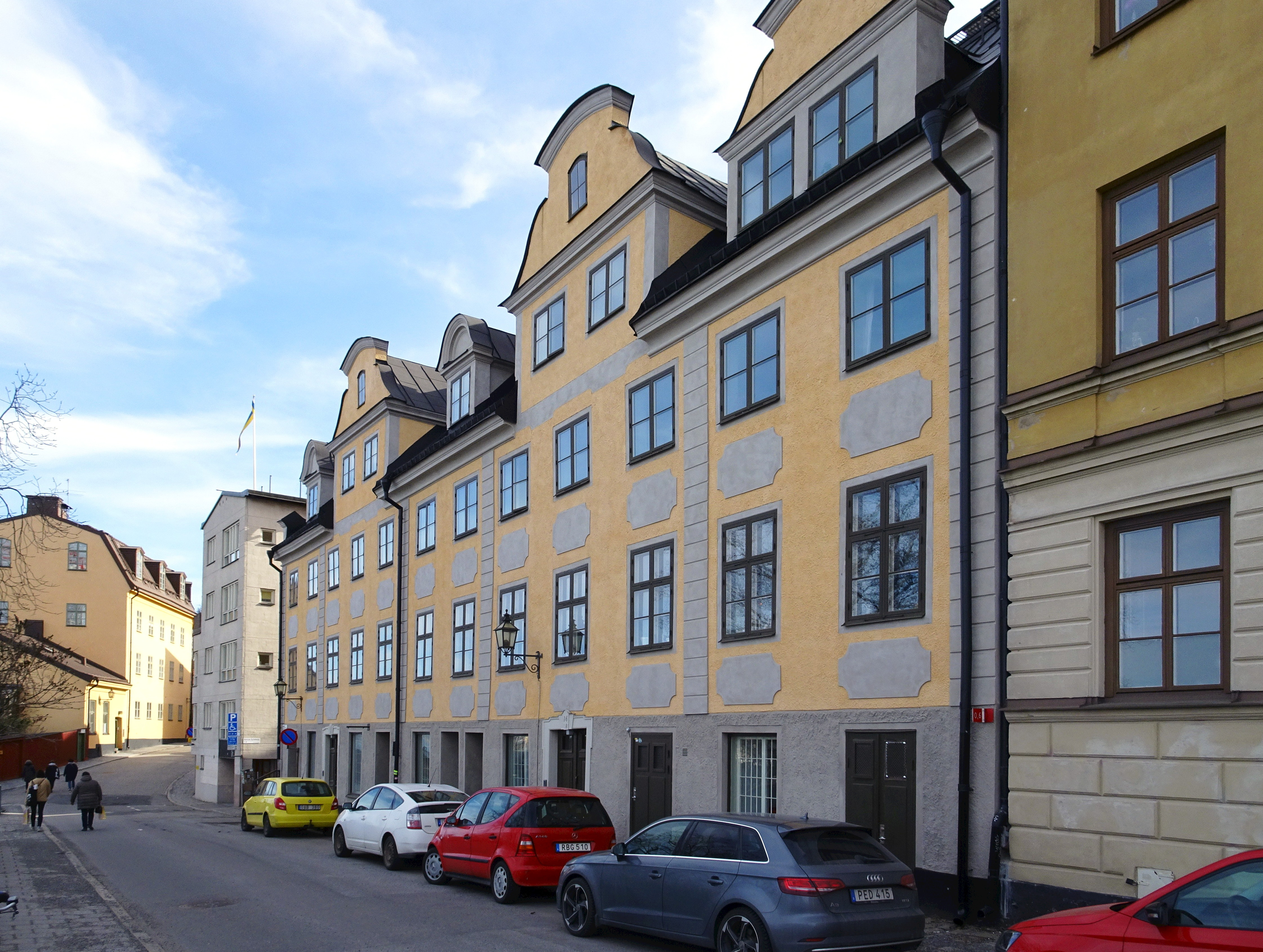
Elias Kullmans hus, fasad mot Klevgränd i mars 2019.

Katarinabacken 1 (även kallad Elias Kullmans hus) är en kulturhistoriskt värdefull fastighet i hörnet Klevgränd 16 / Katarina kyrkobacke 2 på Södermalm i Stockholm. Huset är uppkallat efter sin byggherre, skräddarmästaren Elias Kullman och representerar en av Södermalms mest påkostade byggnader från 1700-talets första hälft. Fastigheten ägs av AB Stadsholmen och är blåmärkt av Stadsmuseet i Stockholm, vilket innebär att den utgör "synnerligen höga kulturhistoriska värden".

## Kvarteret

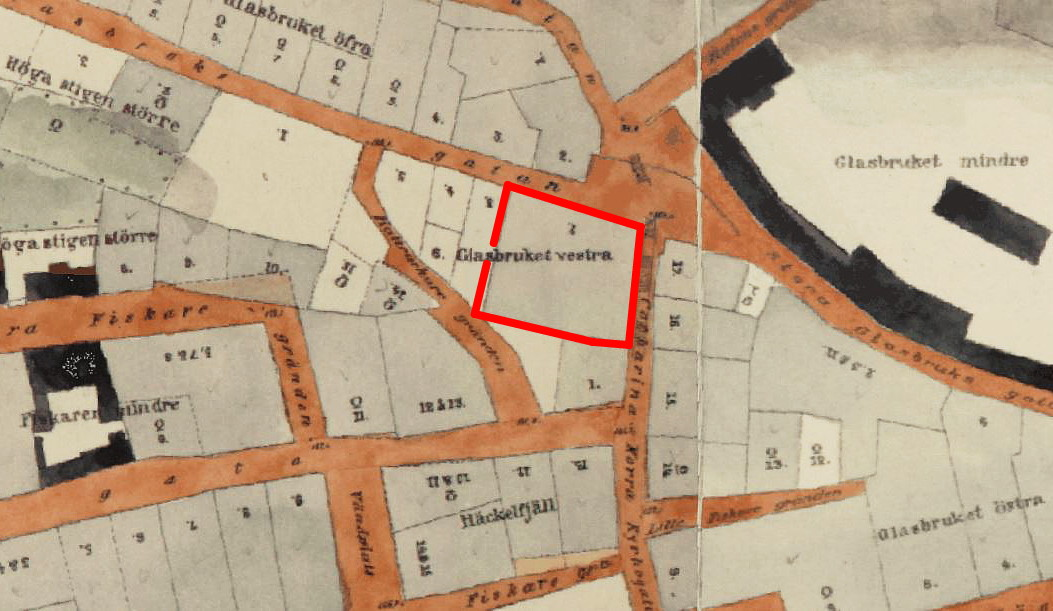
Fastigheten Glasbruket västra nr 2, 1863.

Kvarteret Katarinabacken har tidigare kallats Öfvre Glasbruket (Holms tomtbok 1674), Glasbruket västra (Petrus Tillaeus 1733) och Glasbruket mindre (bygglovsritning från 1742). På 1930-talet ingick Katarinabacken i kvarteret Kungen. Nuvarande kvartersnamnet började användas på 1970-talet och fastigheten Katarinabacken nr 1 motsvarar det äldre Glasbruket västra nr 2. I trakten fanns och finns fortfarande flera ”Glasbrukskvarter” exempelvis Glasbruksklippan, Glasbruket Större, Mindre, Östra, Wästra och Öfra.
Samtliga syftar på det glasbruk som låg här under 1660-talet och sysselsatte då ett 40-tal arbetare. Bruket uppfördes ursprungligen 1641 på Kungsholmen av Melker (Melchior) Jung (1615–1678) och flyttades efter en brand till Stadsgården (se Jungs glashytta). Verksamheten flyttades senare tillbaka till Kungsholmen och var verksam till 1678 under namnet Kungsholmens glasbruk.

## Historik

### Kullmans hus

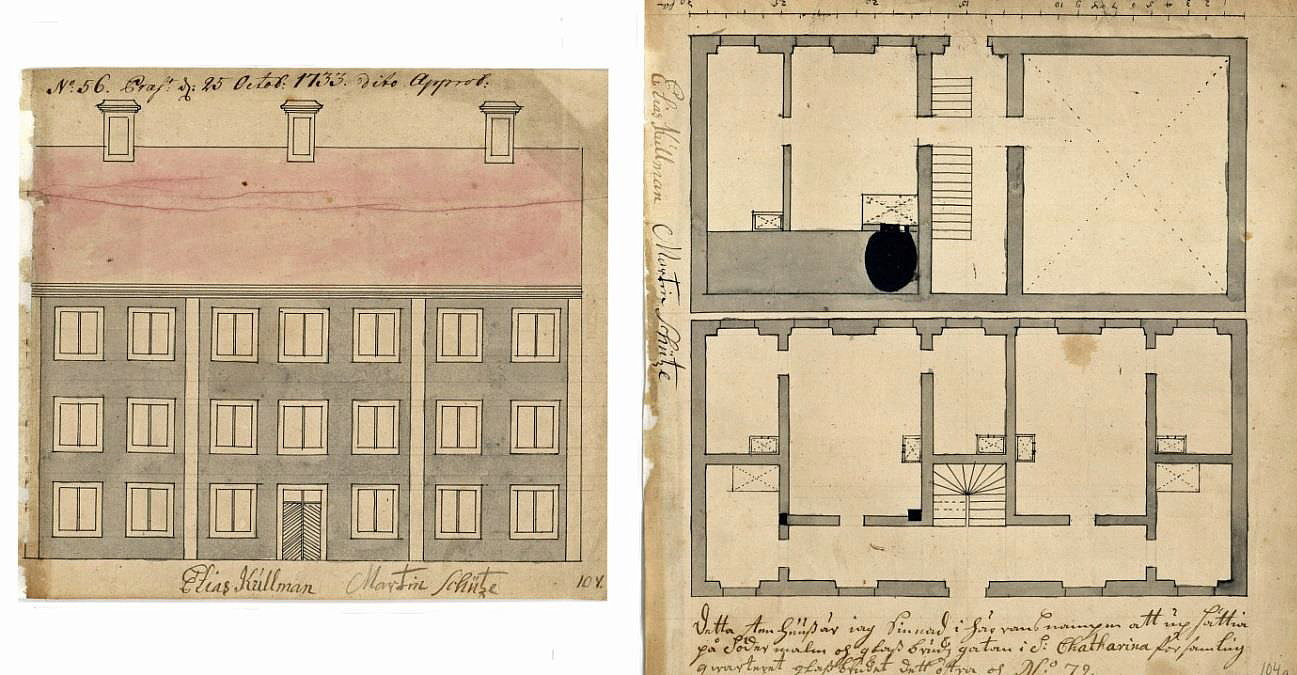
Ritningar från 1733.

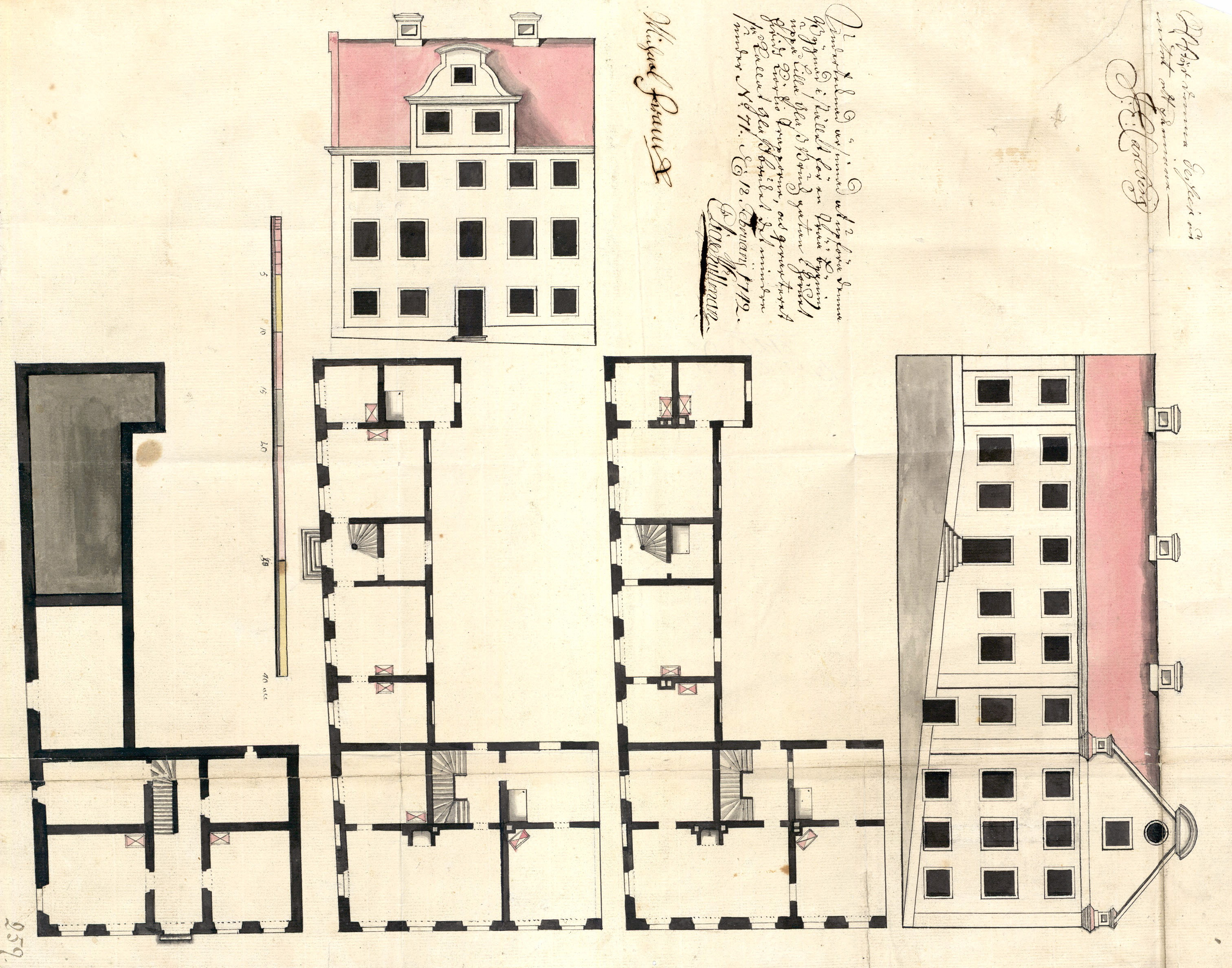
Ritningar från 1742.

Katarinabranden 1723 utplånade den gamla trähusbebyggelsen i kvarteret Glasbruket västra. Nuvarande fastigheten Katarinabacken 1 bestod av två tomter. Den närmast trappan upp till Katarina kyrka kallades Finkens gård och ägdes av skeppsfältskären Lorentz Brun och hans hustru Jara Norling. Den västra tomten ägdes av handelsmannen Meenlös. Båda tomterna förvärvades av skräddarmästaren Elias Kullman (ibland stavat Kuhlman, Kühlman eller Kihlman). Han tillhörde stadens välbeställda borgare, där både grosshandlare och hantverkare var representerade.
I oktober 1733 ansökte Kullman att få uppföra ett stenhus på tomtens västra del, alltså handelsmannen Meenlös tidigare egendom. Byggnaden ritades av Martin Schütze och hade tre våningar samt en längd mot gatan motsvarande sju fönsteraxlar. Exteriören var enklare än dagens, exempelvis saknas frontespisen i gatufasaden på ritningen. Sannolikt påverkade byggherren utförandet till ett mera exklusivt utseende under byggets gång. Kullman var en förmögen man och stod även som byggherre och ägare för det stora komplexet i hörnet Katarina kyrkobacke 7 och Högbergsgatan 16 som bär årtalet 1757 på fasaden (se fastigheten Drottningen 5). Detta hus och byggnaden i nuvarande Katarinabacken 1 kan betraktas som renodlade hyreskaserner med uppgift att generera intäkter. 
De bevarade nybyggnadsritningar för östra etappen (tidigare Finkens gård) upprättades i februari 1742 av den tyskfödde murmästaren Michael Franck (död 1743). Här framgår i stort sett dagens utseende med de för huset typiska gavlarna i senbarock. Den östra etappen består av ett trevåningshus med fem fönsteraxlar mot Lilla Glasbruksgatan (dagens Klevgränd) och en flygel i två våningar längs med Katarina kyrkobackes trappor. År 1749 var byggprojektet avslutat och Kullman tecknade en brandförsäkring.
Kullman och hans hustru bodde själva i huset och de hade ett stort antal hyresgäster. Omkring 70 personer var det 1755. De flesta hade anknytning till handelssjöfarten som kofferdikapten, kofferdisjöman och kofferditimmerman. Några arbetade inom textilindustrin, bland dem en mästare i sidenväveriet som hade två vävare, en gesäll och två lärgossar med sig. Andra boende hade titlar som destillatör, taftfabrikör, kavallerist, underofficer, perukmakare, notarie, musiker, tobaksarbetare och tobakshandlare. 1760 flyttade familjen Kullman till sin andra fastighet vid Högbergsgatan 16. Då hade Elias Kullman sagt upp sitt burskap som skräddarmästare och var "utan borgerlig näring". Han livnärde sig på uthyrning av bostäder vilket var vid 1700-talets mitt en relativ ovanlig företeelse i Stockholm.  
Kullman avled troligen 1763 eller 1764. Hans arvtagare, bryggaren Carl Fredrik Kullman, brandförsäkrade fastigheten 1764. Året därpå fanns drygt 80 boende i huset vid Lilla Glasbruksgatan. Många var även knutna till handeln som bedrevs vid Skeppsbron. Under Carl Fredrik Kullmans tid förlängdes flygeln vid Katarina kyrkobacke söderut. 1780 sålde han fastigheten till Carl Friedrich Hesse, även han bryggare. Därefter vandrade egendomen i rask takt genom flera händer.

### Italienska huset
Under 1800-talets slut och 1900-talets början spelade fastigheten en viktig roll för den italienska arbetskraftsinvandringen. Då bodde samtidigt ett 60-tal italienare i byggnaden som började kallas Italienska huset eller Positivspelarhärberget, eftersom många försörjde sig som positivhalare. Bland de boende fanns även gatu- och cirkusartister som Rudolf Luguesi, en albino vilken försörjde sig på att visa upp sig och cirkusartisten Brazil Jack.
Italienare hade låg status och bodde hopträngda. Myndigheterna menade även att gatumusikanterna ägnade sig åt förtäckt tiggeri. Utvisningar ur landet på grund av lösdriveri förekom. Den under Kullman en gång så exklusiva byggnaden med hyresgäster ur medelklassen hade blivit sliten och en bostad för fattiga. I en artikel i Aftonbladet från 1910 skrevs om Stora- och Lilla Glasbruksgatorna att ”ruskigare, mörkare, knaggligare och i alla avseenden otrevligare och osundare gator icke funnits i vår huvudstad”.

Kullmans hus genom tiden
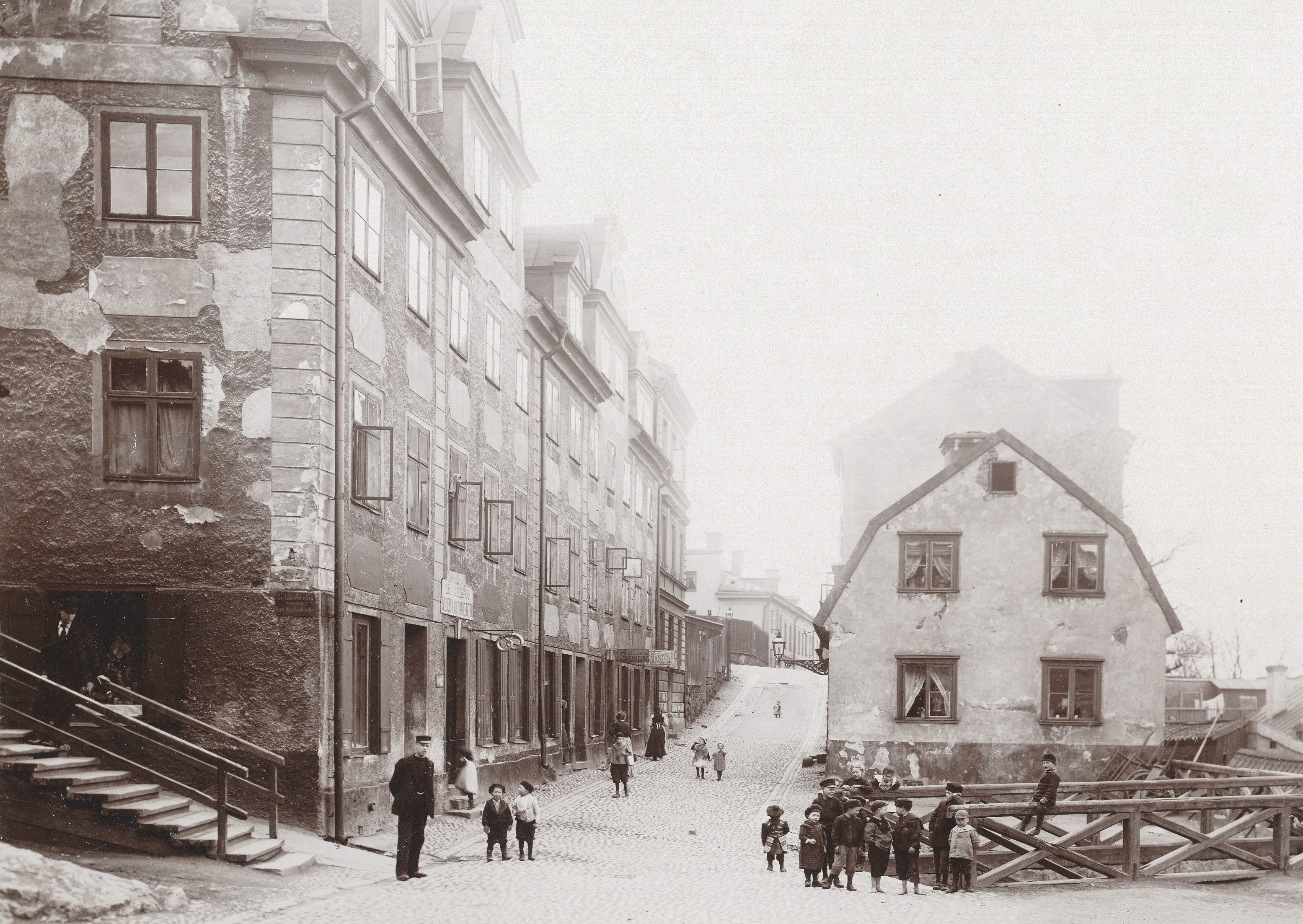
Lilla Glasbruksgatan med Kullmans hus till vänster 1902.
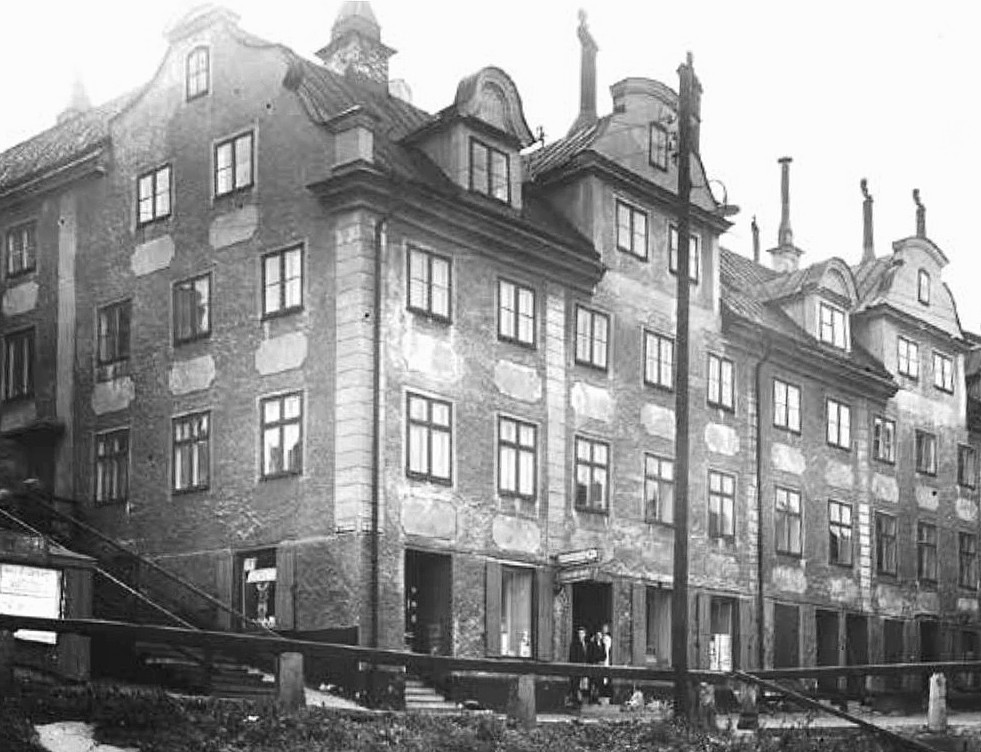
Kullmans hus, fasad mot Lilla Glasbruksgatan 1940.
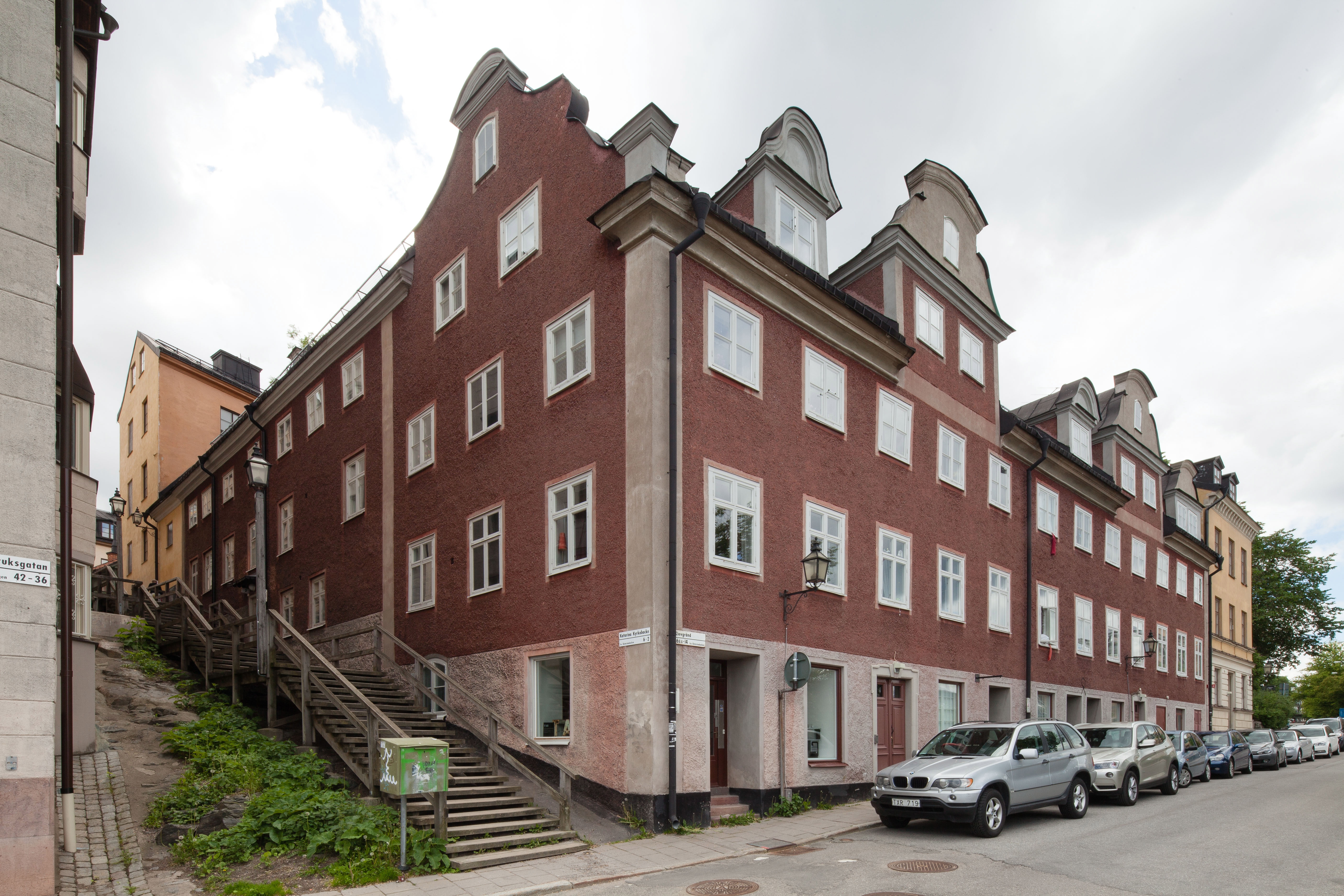
Utseendet med roströda fasader fanns fram till 2015.
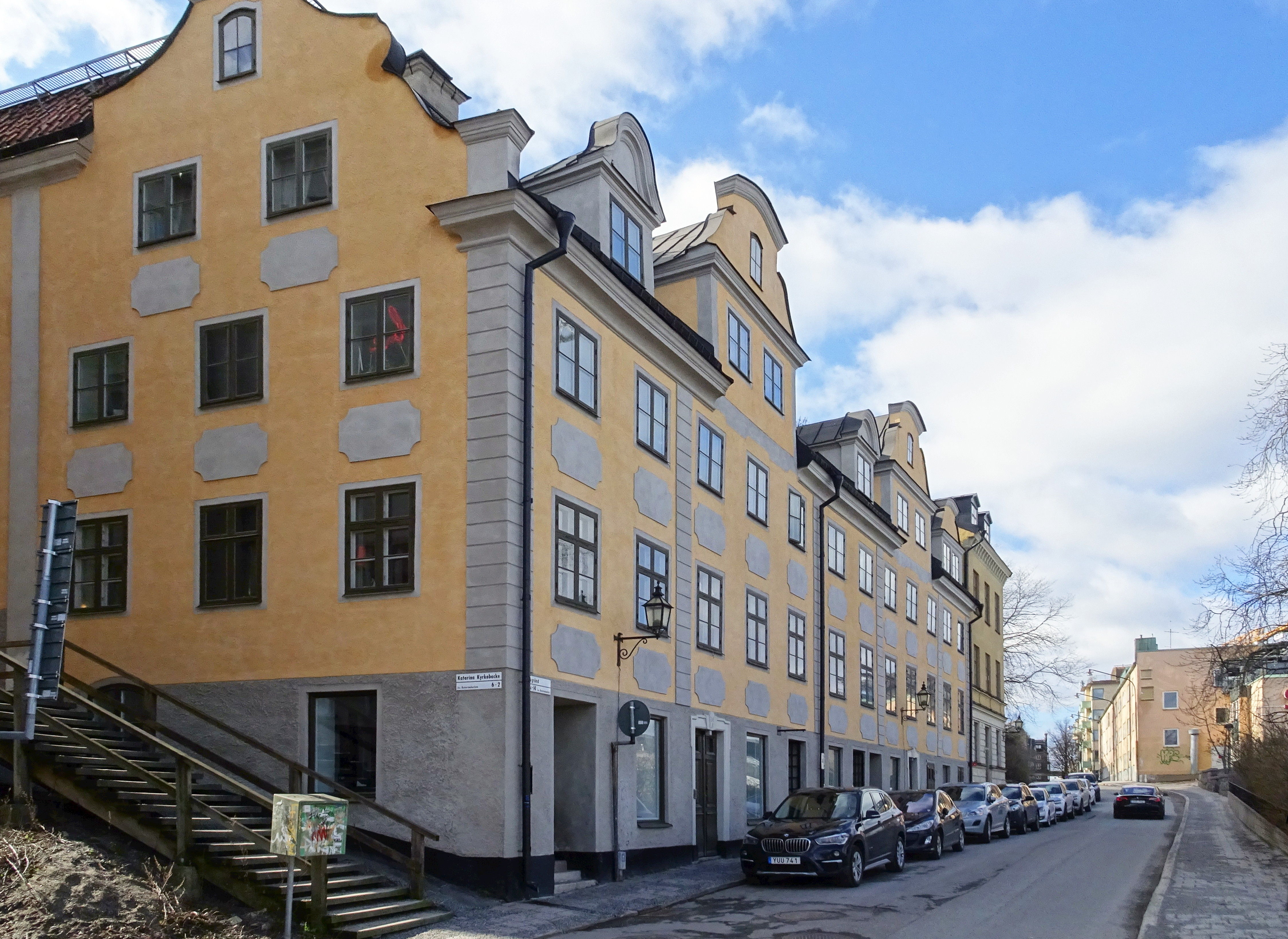
Klevgränd med Kullmans hus i mars 2019.

### Stockholms stad tar över

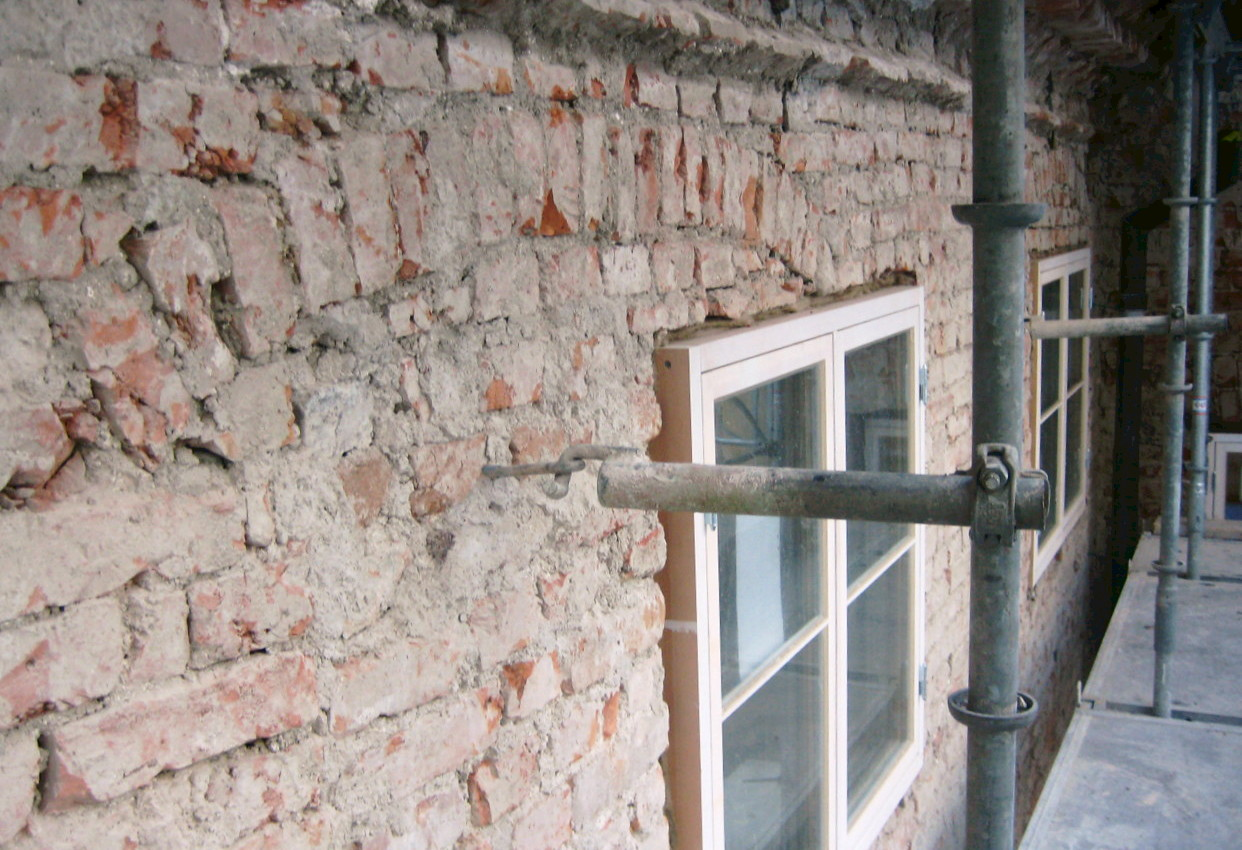
Fasadrenovering, äldre muröppning.

På 1890-talet förvärvade Stockholms stad fastigheten. Man insåg snart fastighetens höga kulturhistoriska värde och 1912 utfördes den första dokumentationen. En större ombyggnad och modernisering i stadens regi påbörjades 1941. Den trånga gårdsbebyggelsen inom Katarinabacken 1 revs, och små lägenheter slogs samman till större. För ritningarna stod arkitekt Carl Melin vid fastighetskontorets husbyggnadsavdelning.
På 1950-talets slut renoverades fasaderna efter ritningar av arkitekt Nils Sterner. Fasaderna mot gatan och gränden fick då sitt utseende med roströdfärgad spritputs och släta, ljusa omfattningar kring fönstren och gråfärgad spritputs på sockel och bottenvåning. Vid renoveringen försvann de putsade hörnkedjor och kartuschliknande putsfälten under fönstren som syns på äldre fotografier och som troligen härrörde från en fasadrenovering år 1801. 
Detta utseende hade byggnaden fram till år 2016 då en ny fasadrenovering gav huset sitt nuvarande utseende med gulfärgat spritputs i höjd med våningsplanen och gråfärgad spritputs i höjd med bottenvåningen. Släta, gråa putsdekorationer bestående av omfattningar, kartuscher och hörnkedjor smyckar åter igen husets fasader mot gatan. Samtidigt helrenoverades byggnaden även invändigt. Innan renoveringen och under arbetena med fasaderna utförde Stadsmuseet i Stockholm två omfattande byggnadshistoriska inventeringar vars syfte var att beskriva byggnadens historik, fysiska utseende och kulturhistoriska värde.

Nutida bilder
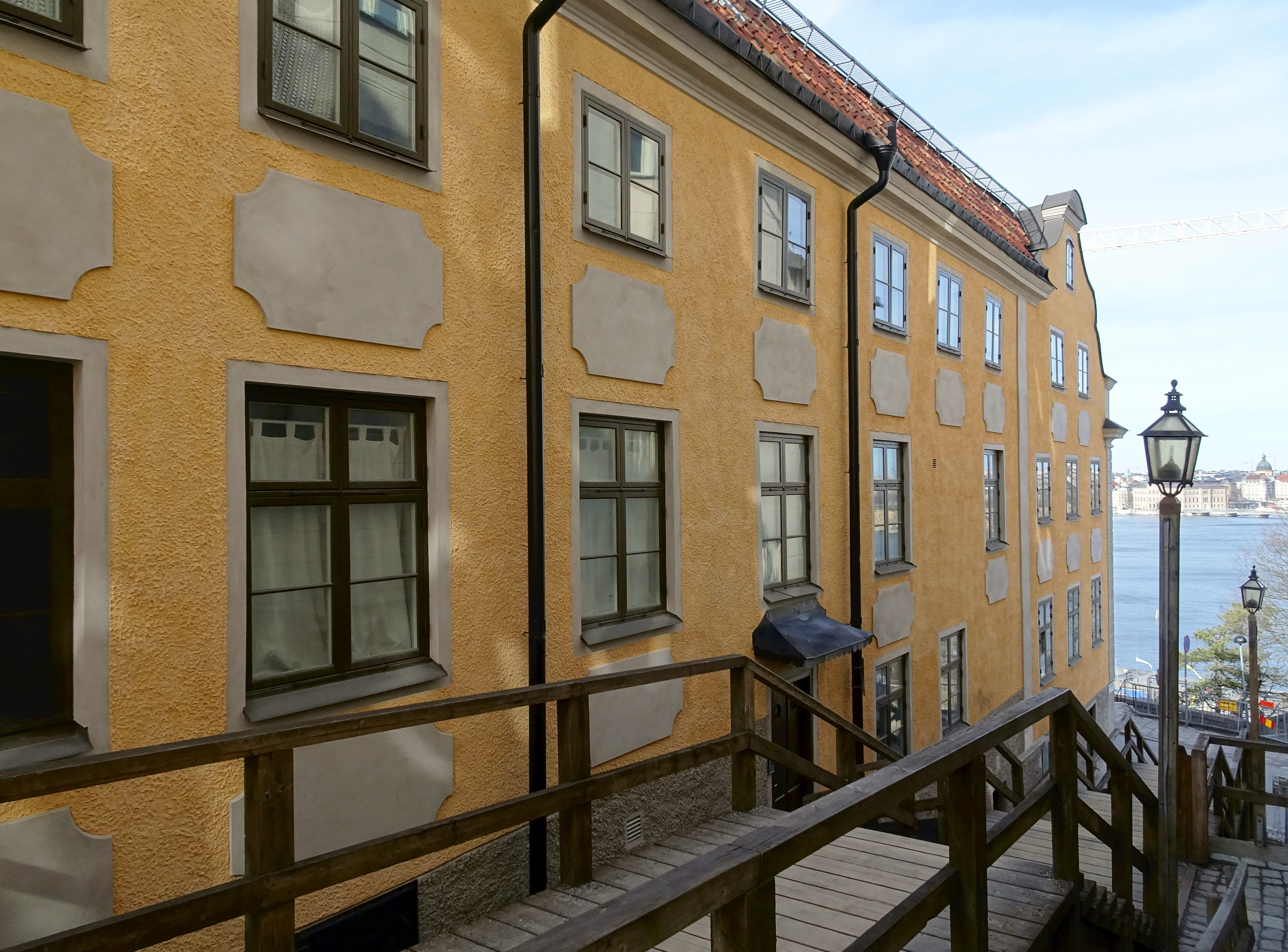
Fasaden mot Katarina kyrkbacke.
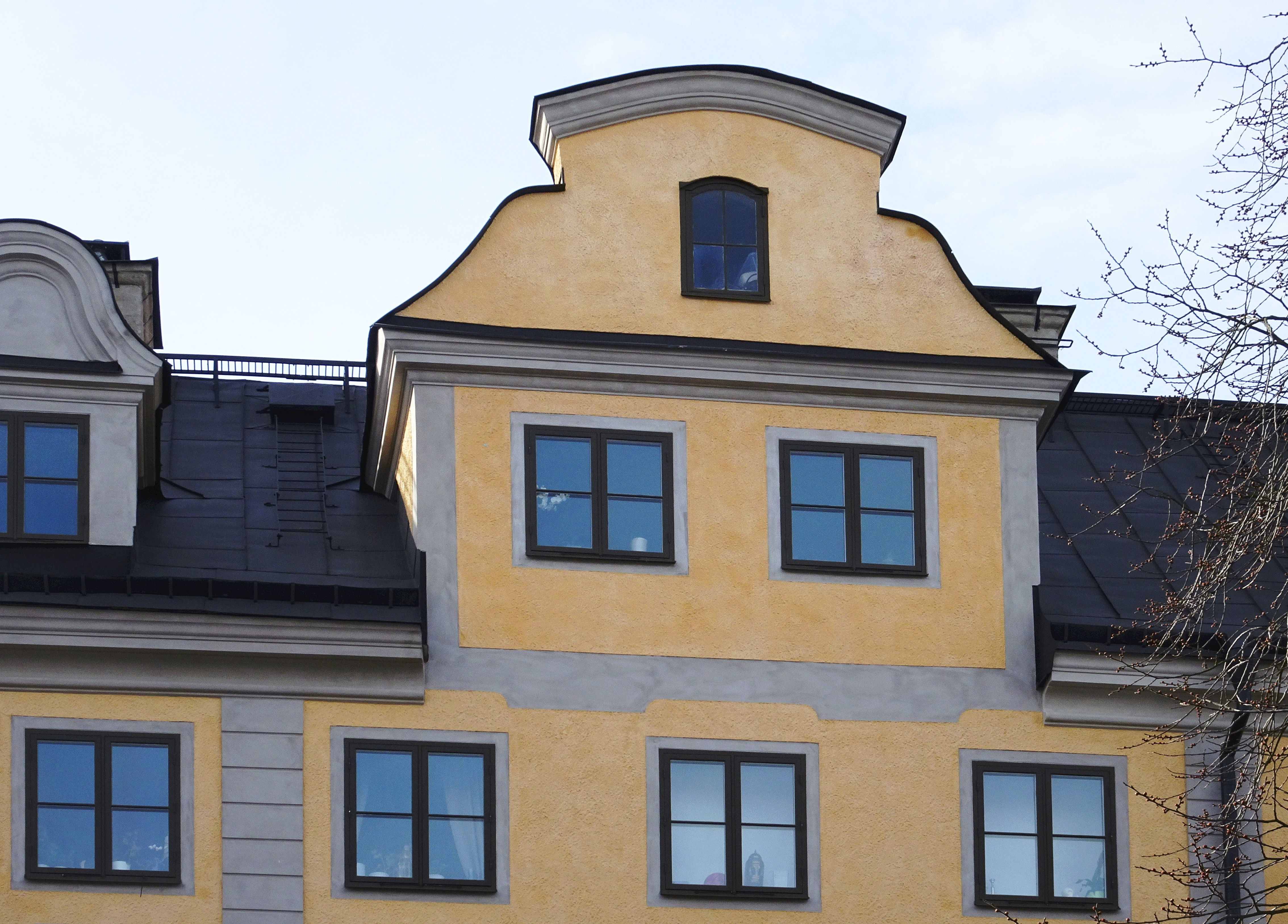
Frontespis i senbarock mot Klevgränd.
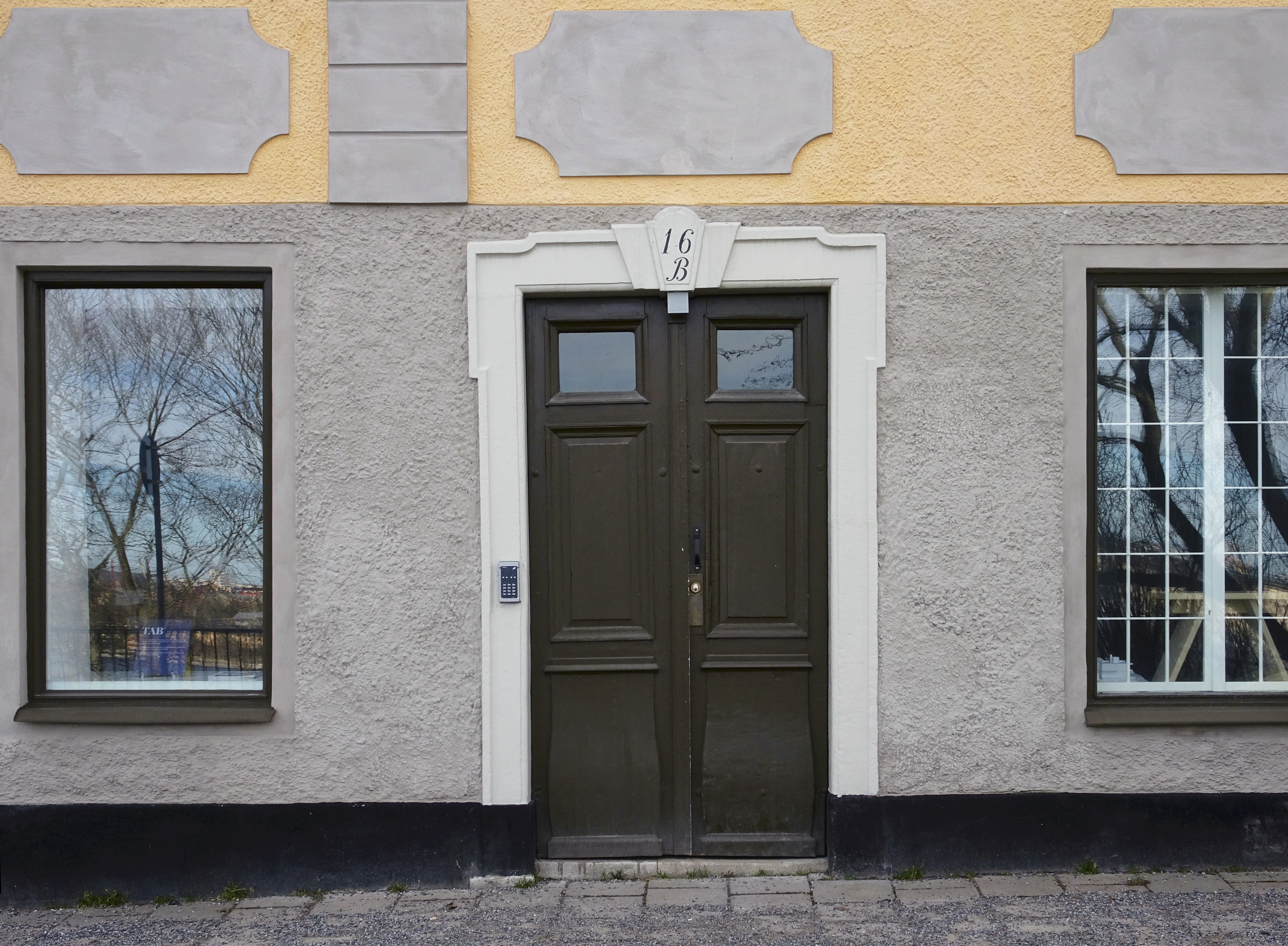
Port Klevgränd 16B.
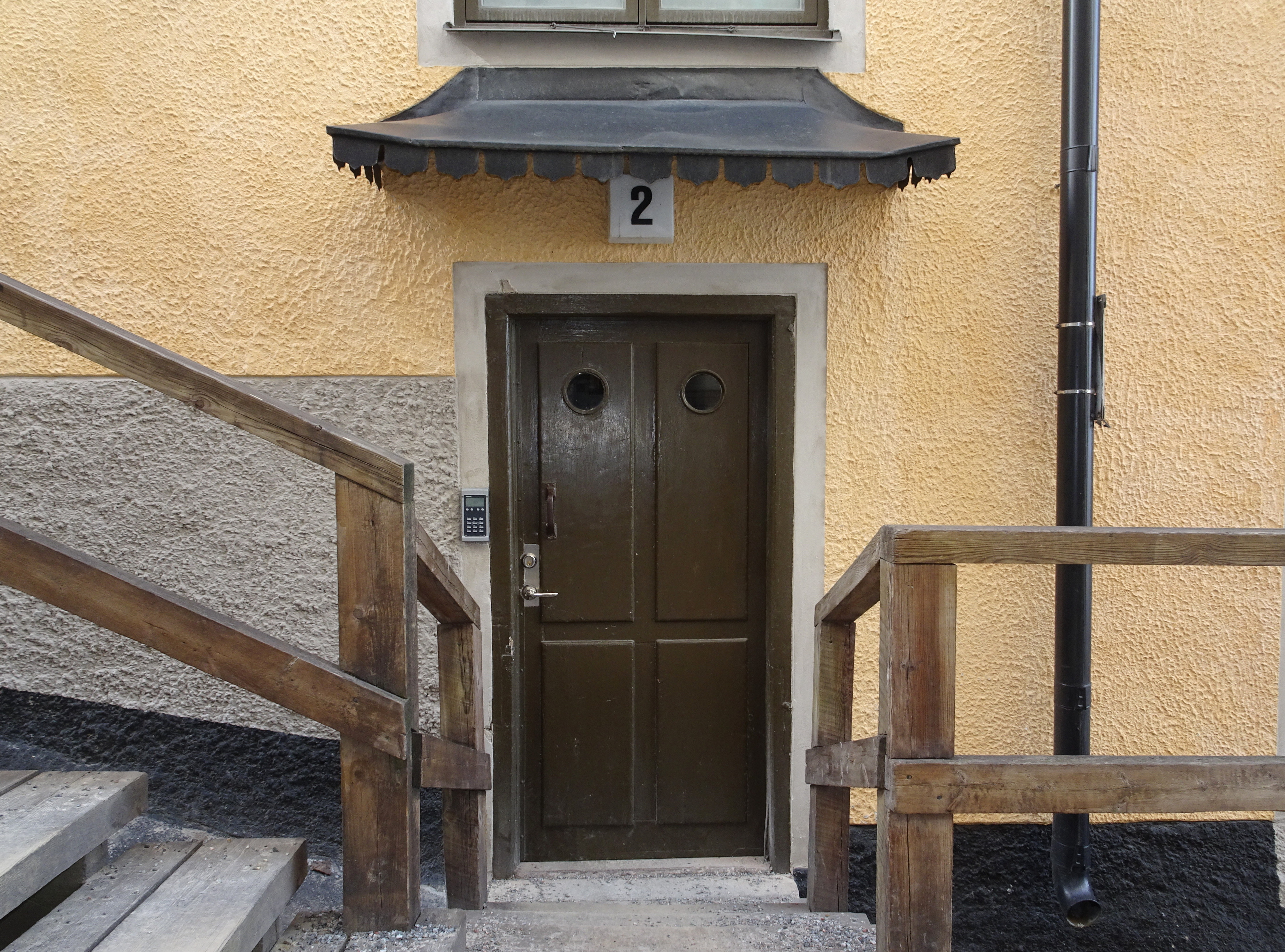
Port Katarina kyrkbacke 2.